# Khoi

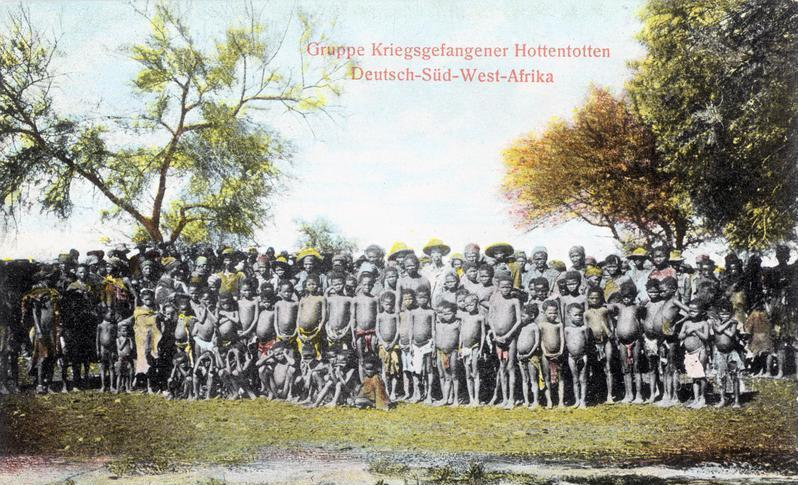
Tribù khoikhoi, Africa sudoccidentale, 1904

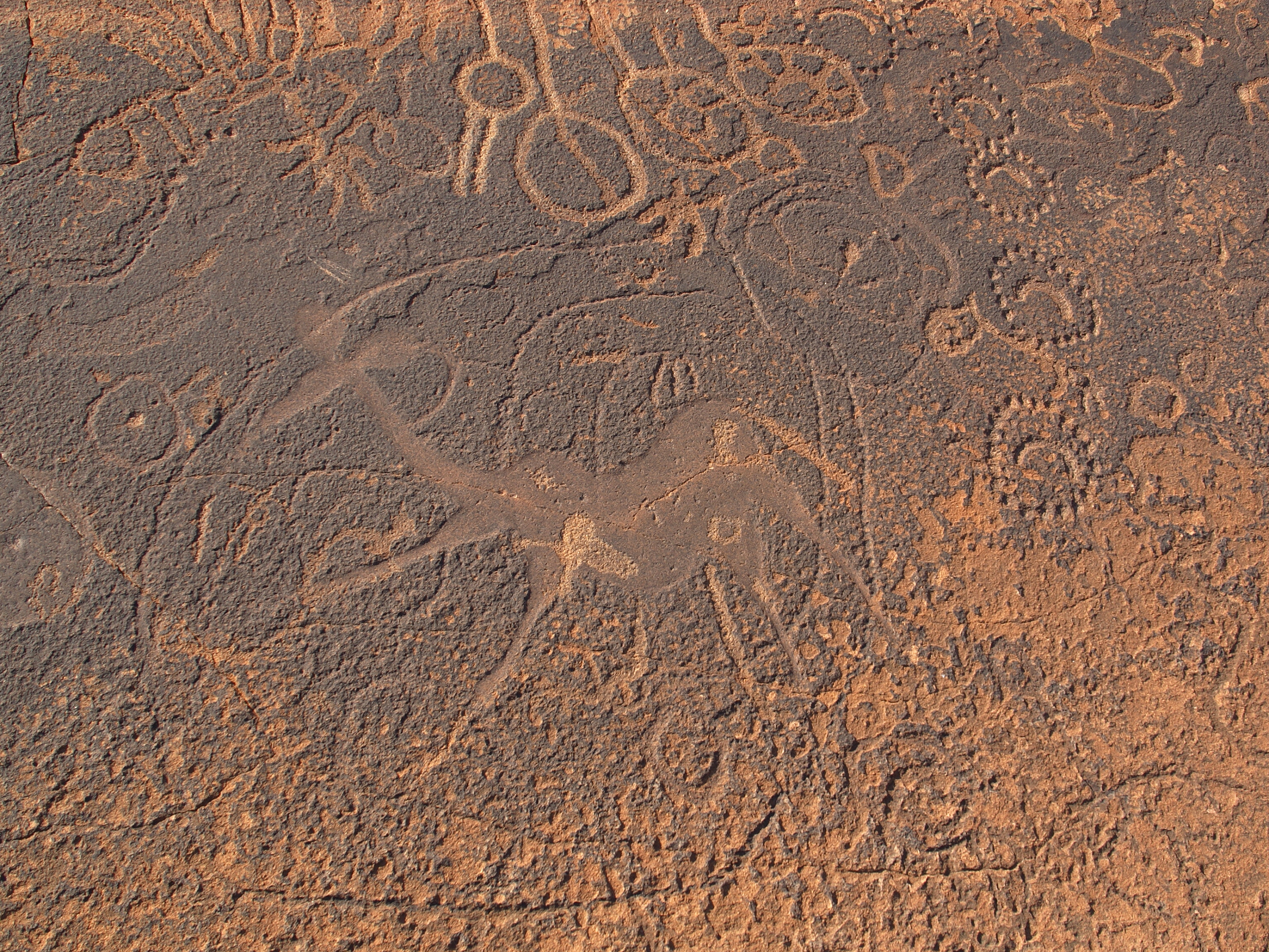
Esempio di arte rupestre khoikhoi, graffiti a Twyfelfontein, Namibia.

I khoekhoen o khoikhoi (letteralmente "veri uomini"), o semplicemente khoi, sono un gruppo etnico dell'Africa sudoccidentale. Insieme ai san (o "boscimani") formano il gruppo khoisan, caratterizzato da elementi linguistici e culturali comuni.

## Storia
I khoikhoi furono anche noti come ottentotti, termine che deriva da hottentots che nel dialetto olandese del Capo sta per "balbuziente". Il termine si riferisce a un peculiare insieme di suoni delle lingue khoisan, caratterizzate da consonanti clic, simili a schiocchi, e trascritte con segni come "|" o "/".
Attualmente, il termine "ottentotto" rimane nell'uso soprattutto nella denominazione di piante e animali, come il fico degli ottentotti (Carpobrotus edulis). Fra i gruppi etnici moderni khoikhoi il principale è quello costituito dal popolo nama (o namaqua).
A differenza dei san, i khoikhoi sono un popolo dedito alla pastorizia. Il nome "vere persone" deve essere probabilmente letto come "uomini che possiedono animali domestici", in opposizione ai san (anche questo un nome coniato dai khoikhoi), i "diversi da noi" nel senso di "coloro che non possiedono animali".
Dal 1904 al 1907 i namaqua, assieme agli herero, insorsero in armi contro i tedeschi che avevano colonizzato la Namibia; 10 000 nama, il 50% della popolazione, perirono nella repressione.